# Shrewsbury (stacja kolejowa)
Shrewsbury (ang: Shrewsbury railway station) – stacja kolejowa w Shrewsbury, w hrabstwie Shropshire, w Anglii, w Wielkiej Brytanii. Jest to jedyny dworzec kolejowy w mieście; Shrewsbury Abbey, a także inne małe stacje wokół miasta są zamknięte. Dworzec został zbudowany w 1848 i był przebudowywany kilkukrotnie. Został wpisany do rejestru zabytków w 1969 roku. Stacja znajduje się 69 km (43 mil) na północny zachód od Birmingham New Street i służy jako kolejowa Brama do Walii, ponieważ wiele pociągów jadących z Anglii do Walii musi przejechać przez stację.
Stacja Shrewsbury jest najbardziej ruchliwą stacją w Shropshire i dziesiątą najbardziej ruchliwą w regionie West Midlands (stan na 2008/09).